# Hawker Sea Fury
L'Hawker Sea Fury (Furia del mare) era un caccia imbarcato ad ala bassa prodotto dall'azienda britannica Hawker Siddeley Aircraft e sviluppato durante la seconda guerra mondiale, anche se entrò in servizio a guerra finita. Il Sea Fury fu l'ultimo aereo da combattimento con motore a pistoni impiegato dalla Fleet Air Arm e, probabilmente, fu il più veloce aereo con motore a pistoni mai prodotto in serie.
Dotato di fusoliera molto aerodinamica e compatta e propulso da un Bristol Centaurus da 2 500 cavalli, il Fury era in grado di raggiungere i 730 km/h; era armato con 4 cannoni da 20 millimetri.
Non venne mai acquistato dalla RAF, data la fine della guerra, ma la Fleet Air Arm della Royal Navy ne ordinò alcune centinaia, impiegate anche durante la guerra di Corea come cacciabombardiere, mentre molti altri vennero esportati. Alcuni volano ancora, trasformati spesso in aerei da competizione.
Il Sea Fury viene spesso chiamato semplicemente Fury, anche se questo può generare confusione con l'omonimo caccia biplano Hawker Fury risalente al periodo tra le due guerre mondiali.

## Storia del progetto
Il progetto del Fury nacque come sviluppo del Tempest: in particolare doveva essere caratterizzato dal peso inferiore e venne valutata la possibilità di equipaggiarlo con un propulsore radiale.
Nel 1943 la RAF ne ordinò 6 prototipi per la valutazione delle tre motorizzazioni da comparare: oltre al Napier Sabre che già equipaggiava il Tempest, vennero scelti il Rolls-Royce Griffon ed il Bristol Centaurus (quest'ultimo era l'unico radiale dei tre).

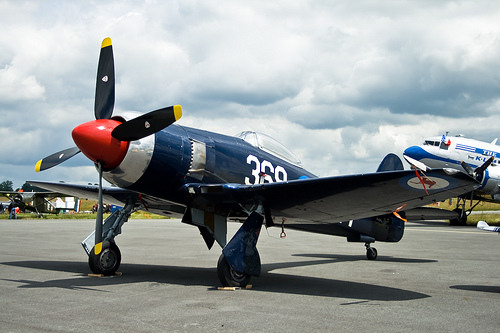
Un Hawker Sea Fury fotografato all'Air show di Parigi nel 2000

Alcune fonti indicano che il progetto fosse stato realizzato partendo dall'analisi di un Focke-Wulf Fw 190: il 23 giugno 1942, il pilota della Luftwaffe Arnim Faber atterrò erroneamente con il suo caccia Fw 190-A3 presso la base di Pembrey (un aeroporto inglese sul litorale della Manica, assai simile a un aeroporto tedesco; l'atterraggio avvenne di notte, dopo una missione di bombardamento di rappresaglia). I Britannici ottennero così un esemplare funzionante del caccia che stava dando parecchio filo da torcere ai piloti della RAF. Altre fonti ritengono che tale evento sia accaduto in epoca troppo avanzata per poter influenzare la matita di Sydney Camm nel disegnare il velivolo.
Il disegno era stato nel frattempo modificato, ma ancora nel 1943, per rispondere a una richiesta (7/43) della Royal Navy per un caccia imbarcato. Il velivolo fu adattato per consentire le operazioni dalle portaerei, e prese appunto il nome di Sea Fury. Mentre la Hawker avrebbe dovuto seguire il progetto per la versione terrestre, il compito di realizzare il Sea Fury fu affidato alla Boulton Paul Aircraft Limited di Wolverhampton.
Nell'aprile del 1944, dopo un aggiornamento della specifica tecnica da parte della Royal Navy, ed a seguito dell'esito positivo delle prove di volo e dei collaudi Template:Controllare: a quella data la HMS Ocean doveva ancora essere varata, arrivarono i primi ordini per 200 velivoli, sia da parte della RAF che della FAA. Il primo prototipo di Sea Fury, SR661, fu portato in volo il 21 febbraio 1945, ma non aveva ancora le ali ripiegabili da portaerei. Il secondo prototipo, propulso da un nuovo motore (il Bristol Centaurus XV, con una nuova elica a 5 pale), incorporava finalmente tutte le caratteristiche richieste per il modello navale (comprese le ali ripiegabili). Le prove erano ancora in corso quando nell'agosto 1945 il Giappone si arrese.
Con la conclusione della seconda guerra mondiale, la RAF annullò i contratti di produzione del Fury, decidendo di concentrare gli sforzi sui caccia con motore a getto. La Royal Navy ridusse il relativo ordine dei Sea Fury a 100 esemplari (designati F.10) e annullò il contratto con la Boulton Paul, riassegnando pertanto i lavori di costruzione alla casa madre.
Nei reparti della Fleet Air Arm, il Sea Fury entrò in servizio nell'agosto del 1947.

## Tecnica

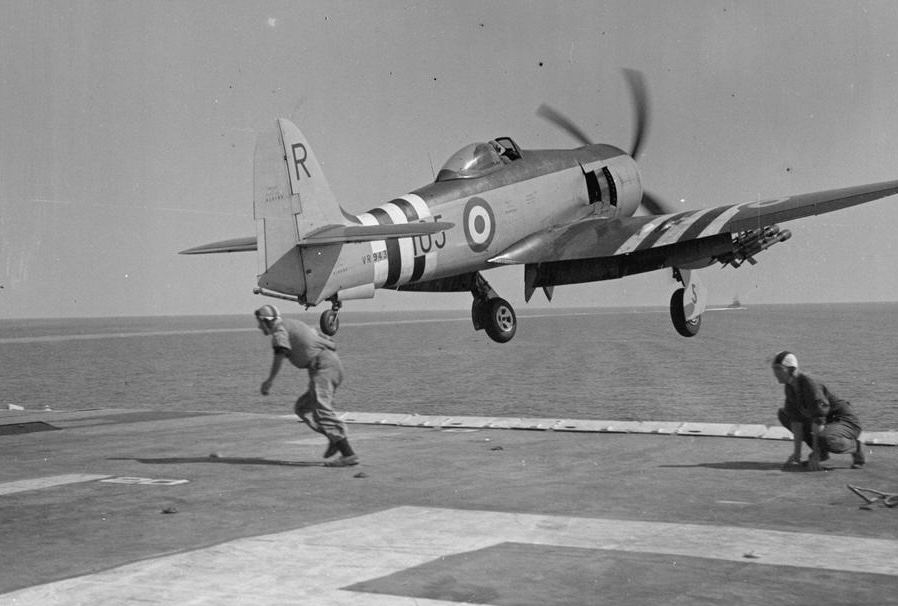
Un Sea Fury in fase di decollo dal ponte della.

Il Sea Fury era un monoplano ad ala bassa, con fusoliera monoscocca. Le ali erano costituite dalle sezioni esterne delle ali dell'Hawker Tempest: queste, invece di congiungersi alla fusoliera lateralmente, erano unite l'una all'altra al di sotto della fusoliera medesima. Il risultato era quello di una ridotta misura dell'apertura alare (80 cm in meno) mantenendo, però, le caratteristiche che ne avevano fatto apprezzare l'impiego nel predecessore.
Il carrello era di tipo triciclo posteriore e la cabina di pilotaggio era sovrastata da un tettuccio a goccia in grado di fornire un'ottima visibilità al pilota.
Il Sea Fury era equipaggiato con il Bristol Centaurus, un motore radiale a 18 cilindri (disposti su due stelle) caratterizzato dall'impiego di valvole a fodero capace, nelle ultime versioni, di potenze di circa 3 000 hp; l'elica era metallica, a 5 pale e con passo variabile.
L'armamento era costituito da 4 cannoni Hispano-Suiza HS.404 Mk.V calibro 20 mm e, nella versione cacciabombardiere, erano previsti carichi di caduta costituiti da razzi (12 da 3 in) e da bombe per un massimo di 2 000 lb.

## Impiego operativo

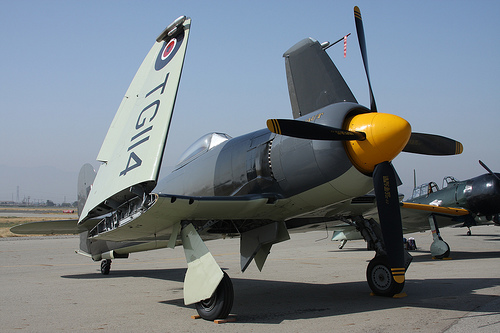
Una vista dell'Hawker Sea Fury con le ali ripiegate, Parigi, 2000.

Malgrado la mancata partecipazione al secondo conflitto mondiale, il Sea Fury ebbe modo di dimostrarsi una macchina estremamente valida nel corso della guerra di Corea: impiegato a partire dal 1950 nell'807th Squadron, di stanza sulla HMS Theseus, equipaggiò in seguito sia reparti della FAA (sulle portaerei HMS Ocean e HMS Glory) che quelli della Royal Australian Navy (sulla portaerei HMAS Sydney).
Durante il conflitto coreano, divenne operativa la seconda versione di produzione del Sea Fury: denominata F.B.11 e destinata al ruolo di cacciabombardiere, fu la versione prodotta nel maggior numero di unità (615 esemplari). Fu proprio con un velivolo di questa serie che, l'8 agosto 1952, il Tenente Peter Carmichael abbatté un MiG-15: uno dei pochi casi di aereo con motore a pistoni che riuscì ad abbattere un jet. Tale abbattimento risulta, peraltro, anche essere l'unico ottenuto da un pilota inglese a bordo di un aereo inglese.
Gli esemplari in servizio presso l'aviazione cubana vennero impiegati per contrastare lo sbarco della Baia dei Porci del 1961.
L'impiego del Sea Fury nella Repubblica Federale Tedesca si intreccia con gli eventi del secondo dopoguerra: dopo il 1945 non era consentito ai tedeschi conseguire brevetti di pilotaggio per aerei e la stessa ricostituzione dell'aviazione militare fu completamente proibita fino all'ingresso della Germania Ovest nella NATO. I Sea Fury vennero acquistati dalla Deutsche Luftfahrt Beratungsdienst (Servizio di Consulenza Aeronautica Tedesca) per fungere da velivoli per il traino dei bersagli, necessari per l'addestramento all'uso delle armi contraerei. Questi aerei rimasero in servizio fino al 1976.
La Fleet Air Arm sostituì i propri Sea Fury con i nuovi jet Hawker Sea Hawk e Supermarine Attacker nel 1953.

## Versioni

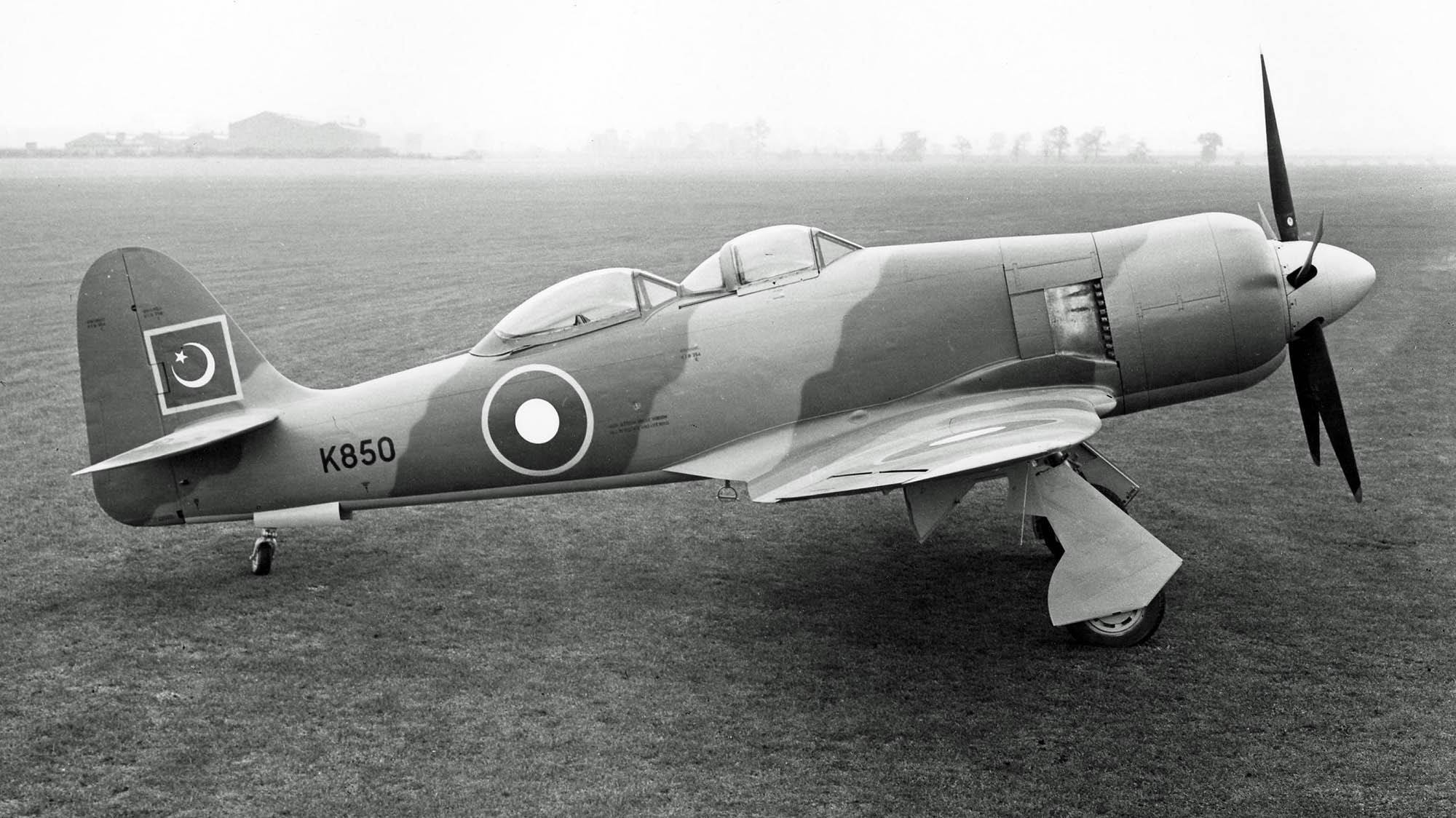
Un Sea Fury T.61, biposto, con le insegne pakistane

- F.10: versione da caccia per la Royal Navy.
- FB.11: versione caccia-bombardiere; impiegata dalla Royal Navy, dalla marina australiana e dalla marina canadese.
- T.20: versione da addestramento a due posti, per la Royal Navy.
- F.50: versione da combattimento per la Marina olandese.
- FB.51: versione caccia-bombardiere per la marina olandese.
- FB.60: versione caccia-bombardiere dell'aeronautica pakistana.
- T.61: versione da addestramento a due posti, per l'aeronautica pakistana.

## Utilizzatori
Australia

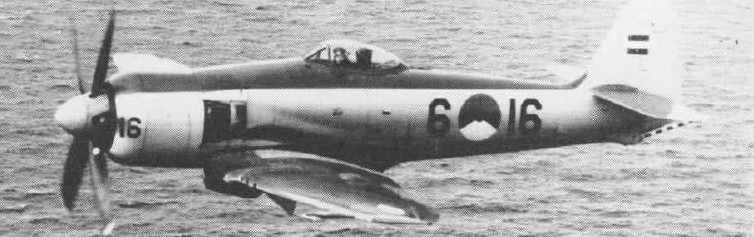
Una rara immagine di un Sea Fury con i colori dell'olandese Koninklijke Luchtmacht.

- Royal Australian Navy Fleet Air Arm

 Birmania
- Tatmdaw Lei

 Canada
- Royal Canadian Navy Fleet Air Arm

 Cuba
- Defensa Anti-Aérea y Fuerza Aérea Revolucionaria

 Egitto
- Royal Egyptian Air Force

 Germania
- Deutsche Luftfahrt Beratungsdienst

 Iraq
- Royal Iraqi Air Force

 Marocco
- Aviation Royale Chérifienne

 Paesi Bassi
- Koninklijke Luchtmacht

 Pakistan
- Pakistani Fida'iyye

 Regno Unito
- Fleet Air Arm
- Royal Naval Volunteer Reserve

## Modellismo
- (EN) Sea Fury, su Cybermodeler Online, http://www.cybermodeler.com, 9 settembre 2008. URL consultato il 10 ottobre 2009.